# Heliopora coerulea
Heliopora coerulea е вид корал от семейство Helioporidae. Видът е световно застрашен, със статут Уязвим.

## Разпространение
Разпространен е в Американска Самоа, Австралия, Бахрейн, Бангладеш, Британска индоокеанска територия, Камбоджа, Рождество, Кокосови острови, Коморски острови, Джибути, Египет, Еритрея, Фиджи, Индия, Индонезия, Иран, Ирак, Израел, Япония, Йордания, Кения, Кирибати, Кувейт, Мадагаскар, Малайзия, Малдивите, Маршалови острови, Мавриций, Майот, Микронезия, Мозамбик, Мианмар, Науру, Нова Каледония, Ниуе, Оман, Пакистан, Палау, Папуа Нова Гвинея, Филипини, Катар, Реюнион, Самоа, Саудитска Арабия, Сейшелски острови, Сингапур, Соломоновите острови, Сомалия, Южна Африка, Шри Ланка, Судан, Тайван, Танзания, Тайланд, Токелау, Тонга, Тувалу, Обединените арабски емирства, Малки далечни острови на САЩ, Вануату, Виетнам, Уолис и Футуна и Йемен.